# Усухчай
Усухча́й (лезг. Усугъ, Усугъарин хуьр) — село на юге Республики Дагестан. Административный центр Докузпаринского района.
Образует сельское поселение «село Усухчай», как единственный населённый пункт в его составе.

## География
Селение расположено у подножия гор Шалбуздаг, Ерыдаг и Гестинкиль, на правом берегу живописной долины реки Самур, у впадения в него реки Усухчай. Находится в 105 км к юго-западу от города Дербент и в 230 км к югу от Махачкалы.
Вокруг села Усухчай многочисленные фруктовые сады — хозяйства усухчайцев.

## История
Из исторических материалов следует, что село Усухчай является одним из древних населённых пунктов Лезгистана. В книге «История Абумуслима» впервые упоминается название села Усухчай и что описываемые в ней события происходили в начале VIII века нашей эры.
В период создания вольных обществ, село входило в общество Докузпары, которому подчинялось несколько населённых пунктов, расположенных вокруг него.
В 1934 году из Ахтныского района были выделен Докузпаринский район, административным центром которого в последующем был избран село Усухчай. 

## Население
| 1926  | 1939  | 1959  | 1970  | 1989  | 2002  | 2010  |
| ----- | ----- | ----- | ----- | ----- | ----- | ----- |
| 154   | ↗511  | ↗1075 | ↘999  | ↘923  | ↗1836 | ↗1881 |
| 2012  | 2013  | 2014  | 2015  | 2016  | 2017  | 2018  |
| ↘1875 | ↘1861 | ↗1879 | ↗1905 | ↘1884 | ↘1866 | ↘1855 |
| 2019  | 2020  | 2021  | 2023  | 2024  | 2025  |       |
| ↘1850 | ↗1856 | ↗1858 | ↗1893 | ↗1927 | ↗1938 |       |

Моноэтничное лезгинское селение. 

## Инфраструктура
Центральная дорога села представляет собой отрезок Самурской трассы. В Усухчае имеется районная больница, средняя школа, клуб, библиотека, Районный узел связи, почтовое отделение, магазины, аптека, столовая и др.

## Известные уроженцы
- Заманов, Хаирбек Демирбекович (1907—1983) — советский военачальник, полковник, во время ВОВ командир 304-й стрелковой Житомирской Краснознаменной дивизии.